# Оуенсвілл (Міссурі)
Оуенсвілл (англ. Owensville) — місто (англ. city) в США, в окрузі Ґасконейд штату Міссурі. Населення — 2757 осіб (2020).

## Географія
Оуенсвілл розташований за координатами 38°20′54″ пн. ш. 91°29′50″ зх. д. / 38.34833° пн. ш. 91.49722° зх. д. (38.348438, -91.497361).  За даними Бюро перепису населення США в 2010 році місто мало площу 6,84 км², з яких 6,84 км² — суходіл та 0,01 км² — водойми.

## Демографія
Згідно з переписом 2010 року, у місті мешкало 2676 осіб у 1081 домогосподарстві у складі 680 родин. Густота населення становила 391 особа/км².  Було 1280 помешкань (187/км²).
Расовий склад населення:
| - 97,9 % — білих - 0,4 % — азіатів - 0,2 % — корінних американців - 0,2 % — чорних або афроамериканців |

До двох чи більше рас належало 1,1 %. Частка іспаномовних становила 1,1 % від усіх жителів.
За віковим діапазоном населення розподілялося таким чином: 23,1 % — особи молодші 18 років, 54,3 % — особи у віці 18—64 років, 22,6 % — особи у віці 65 років та старші. Медіана віку мешканця становила 41,2 року. На 100 осіб жіночої статі у місті припадало 82,3 чоловіків;  на 100 жінок у віці від 18 років та старших — 80,8 чоловіків також старших 18 років.
Середній дохід на одне домашнє господарство  становив 41 504 долари США (медіана — 34 494), а середній дохід на одну сім'ю — 49 918 доларів (медіана — 44 375). За межею бідності перебувало 24,0 % осіб, у тому числі 35,5 % дітей у віці до 18 років та 12,6 % осіб у віці 65 років та старших.
Цивільне працевлаштоване населення становило 1043 особи. Основні галузі зайнятості: виробництво — 30,7 %, освіта, охорона здоров'я та соціальна допомога — 22,0 %, роздрібна торгівля — 11,4 %, мистецтво, розваги та відпочинок — 7,4 %.